# Гливенко Володимир Леонтійович
Володи́мир Лео́нтійович Гливе́нко народився 21 січня (3 лютого) 1903 в Єкатеринодарі, український графік, заслужений діяч мистецтв УРСР (1967).

## Життєпис
В 1929—1934 роках навчався у Київському художньому інституті у І. Плещинського.
Йому належать твори в царині сатиричної газетної, журнальної і книжкової графіки.
В 19З0-40-х роках працював у газетах «Комуніст», «Пролетарська правда», з 1941 — в журналі «Перець».
Знаходився в окупованому Києві. Працював сторожем на Київській кіностудії, ночами на спеціально підібраних старих дошках малював ікони, покривав лаком та саджав у гарячу піч, щоб лак злегка потріскався — для придання кондиції, властивої старовинним іконам. Після «підсмажування» здавав на реалізацію в антикварний магазин на Хрещатику. Одного разу німці свого експерта на ці ікони до магазину привозили, він підтвердив, що це старожитності.
Ілюстрації до книжок:
- «Преподобні вуха» О. Ковіньки — 1960,
- «Отак воно було» С. Олійника — 1963,
- «Приварок» Л. Грохи — 1964,
- «Коза на шлакбаумі» І. Немировича — 1966.
- 1992 — збірник народних казок «Ріпка».

Його дружина, Алла Мінчин [Архівовано 16 жовтня 2015 у Wayback Machine.] — балерина, заслужена артистка УРСР. Помер 15 жовтня 1990.
В журналі «Перець» № 2 за 1976 р. розміщено дружній шарж А. Арутюнянца, присвячений В.Гливенку.